# Ceraphron nasutus
Ceraphron nasutus är en stekelart som beskrevs av Paul Dessart 1975. Ceraphron nasutus ingår i släktet Ceraphron och familjen pysslingsteklar. Inga underarter finns listade i Catalogue of Life.